# アイス・クエイク
『アイス・クエイク』（原題：Ice Quake）は、2011年製作のアメリカ映画。ポール・ジラー監督のアクション・SFパニック映画。

## ストーリー
クリスマス・イブの日。アメリカ陸軍アラスカ基地に勤務している地質学者のマイケル・ウェブスターは仕事が忙しく、クリスマス・ツリーの用意も出来ていなかった。その為、久しぶりの休日に、妻のエミリー・長女のティア・末っ子のシェーンと一緒にフェートン山へもみの樹を探しに行く約束をする。
しかし、ここ2日連続で発生している群発地震と前日にロシアで起きた棚氷の崩落との関係が気になったマイケルは、基地に一旦顔を出すことにした。
基地に着き、ビル・ヒューズ大佐よりロシア軍の北極圏基地倒壊の知らせを受けてますます関係性を強く疑うものの、まずは調査に行った工兵の報告を待つことにして家族の元へ向かった。
家族と合流したマイケルはフェートン山へと向かったが、山登りの途中で突然、雪原に巨大なクレバスが出現した。
彼らは軍の観測所へ逃げ込むが、直後に雪崩が発生し観測所と車が雪に埋まってしまう。歩いて道路を目指すが再び巨大なクレバスが走り夫婦と姉弟を離れ離れに引き裂いてしまう。クレバスからはすべてを一瞬で凍らせる超低温のガスが噴き出していた。マイケルは子供たちに丘で待つように指示し、エミリーと２人で山を越え迂回して子供たちの元へ向うことにした。

## 登場人物
マイケル・ウェブスター
演 - ブレンダン・フェア
アメリカ陸軍アラスカ基地に勤務している地質学者。仕事が忙しく家族サービスが出来ていない。
エミリー・ウェブスター
演 - ホリー・ディグナード
マイケルの妻。
ティア・ウェブスター
演 - ジョデル・フェルランド
マイケルとエミリーの長女。
シェーン・ウェブスター
演 - ライアン・グランサム
マイケルとエミリーの末っ子。探検家志向の男の子。
ビル・ヒューズ
演 - ヴィクター・ガーバー
大佐。

## キャスト
| 役名                   | 俳優                   | 日本語吹替 |
| ---------------------- | ---------------------- | ---------- |
| マイケル・ウェブスター | ブレンダン・フェア     | 花輪英司   |
| エミリー・ウェブスター | ホリー・ディグナード   | 武田華     |
| ティア・ウェブスター   | ジョデル・フェルランド | 佐藤美由希 |
| シェーン・ウェブスター | ライアン・グランサム   | 許綾香     |
| ビル・ヒューズ大佐     | ヴィクター・ガーバー   | 堀内賢雄   |

- その他日本語吹替：奈良徹、かぬか光明、三上哲、林和良、川島悠美、石田嘉代、後藤光祐、野田裕次、篠原千佳、寺島惇太、清水阿弥